# Халилов, Шариф Уринович
Шариф Уринович Халилов (узб. Sharif Urinovich Halilov; род. 28 октября 1989 года, Бухара, Узбекская ССР) ― узбекский дзюдоист-паралимпиец, выступавший в весовой категории до 73 кг, до 81 кг и до 100 кг. Серебряный призёр Летних Паралимпийских игр 2012 года, участник Летних Паралимпийских игр 2016, обладатель бронзы Летних Паралимпийских игр 2020, победитель и призёр Параазиастких игр, чемпион Азии, призёр Всемирных играх среди слепых и слабовидящих.

## Карьера
В 2010 году на Летних Параазиатских играх в Гуанчжоу (Китай) в весовой категории до 73 кг в финале проиграл японскому дзюдоисту Хидекатсу Такахаси и удостоился серебряной медали игр. В 2011 году на Всемирных играх среди слепых и слабовидящих в Антальи (Турция) в соревновании по дзюдо в весовой категории до 73 кг выиграл бронзовую медаль. В 2012 году на Летних Паралимпийских играх в Лондоне (Великобритания) в весовой категории до 73 кг в финале проиграл украинскому дзюдоисту Дмитро Соловьеву и завоевал таким образом серебряную медаль игр.
В 2014 году на Летних Параазиатских играх в Инчхоне (Республика Корея) в весовой категории до 81 кг в финале одержал победу над Рунг Чатпхуенг из Таиланда и выиграл золотую медаль игр. В 2015 году на Всемирных играх среди слепых и слабовидящих в Сеуле (Республика Корея) в соревновании по дзюдо в весовой категории до 81 кг выиграл серебряную медаль. В 2016 году на Летних Паралимпийских играх в Рио-де-Жанейро (Бразилия) в весовой категории до 81 кг в 1/16 финала проиграл британцу Джонатану Дрейну. В утешительном раунде сначала одолел олимпийского чемпиона француза Сирил Джонард, но затем проиграл иранцу Сейед Омид Джафари и закончил выступление на играх.
В 2018 году на Летних Параазиатских играх в Джакарте (Индонезия) в весовой категории до 100 кг выиграл бронзовую медаль. В 2019 году на Чемпионате Азии по дзюдо среди слепых и слабовидящих в Атырау (Казахстан) в весовой категории до 100 кг завоевал золотую медаль. 
В 2021 году на Летних Паралимпийских играх в Токио (Япония) в весовой категории до 100 кг в борьбе за бронзовую медаль одержал победу над Антонио да Сильва из Бразилии. В этом же году указом президента Узбекистана Шавката Мирзиёева  наградил Шарифа медалью «Жасорат».